# Les plus beaux villages de France

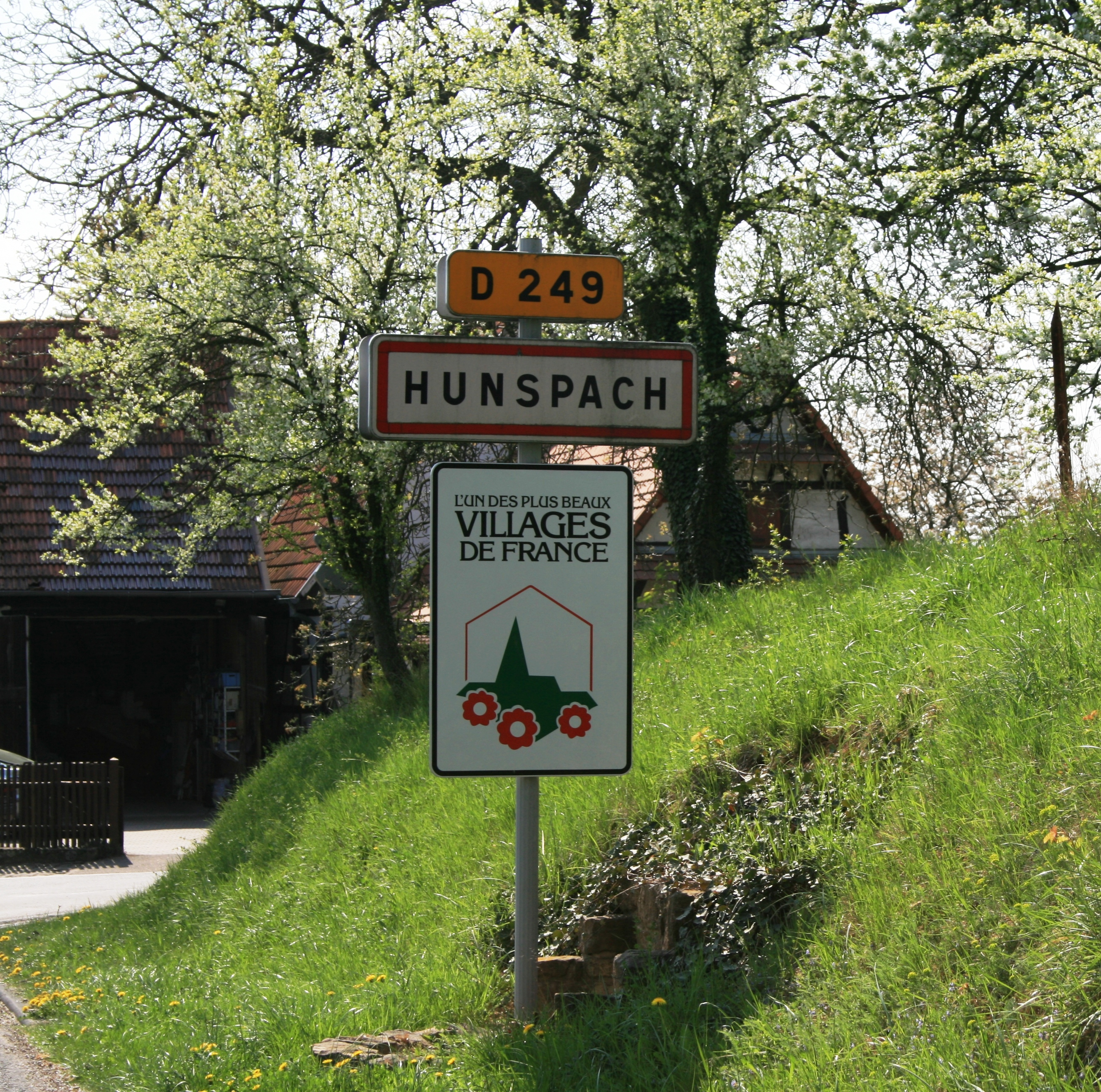
Les plus beaux villages de Frances skylt i byn Hunspach i Bas-Rhin i östra Frankrike.

Les plus beaux villages de France (svenska: Frankrikes vackraste byar) är en oberoende förening som bildades år 1982 och syftar till att främja de små och pittoreska franska byarna med kvalitetsarv. Per den 28 november 2010 hade 155 franska byar givits benämningen "plus beaux village de France". Dessa var i sin tur fördelade på 21 regioner och 69 departement.
Det finns ett antal kriterier innan man kan få medlemskap i föreningen: byns invånarantal får inte överskrida 2 000 personer, det måste finnas minst två skyddade områden (platser av forsknings-, artistiskt- eller historiskt intresse) och beslutet att kandidera måste fattas av kommunfullmäktige. 
Bland de byar som är associerade medlemmar i föreningen finns Gordes, Gassin, Les Baux-de-Provence och Domme.
Liknande föreningar har startats i Vallonien i Belgien (Les plus beaux villages de Wallonie), i Québec i Kanada (Les plus beaux villages du Québec) och i Italien (I borghi più belli d'Italia).